# Ljuban, Ryssland

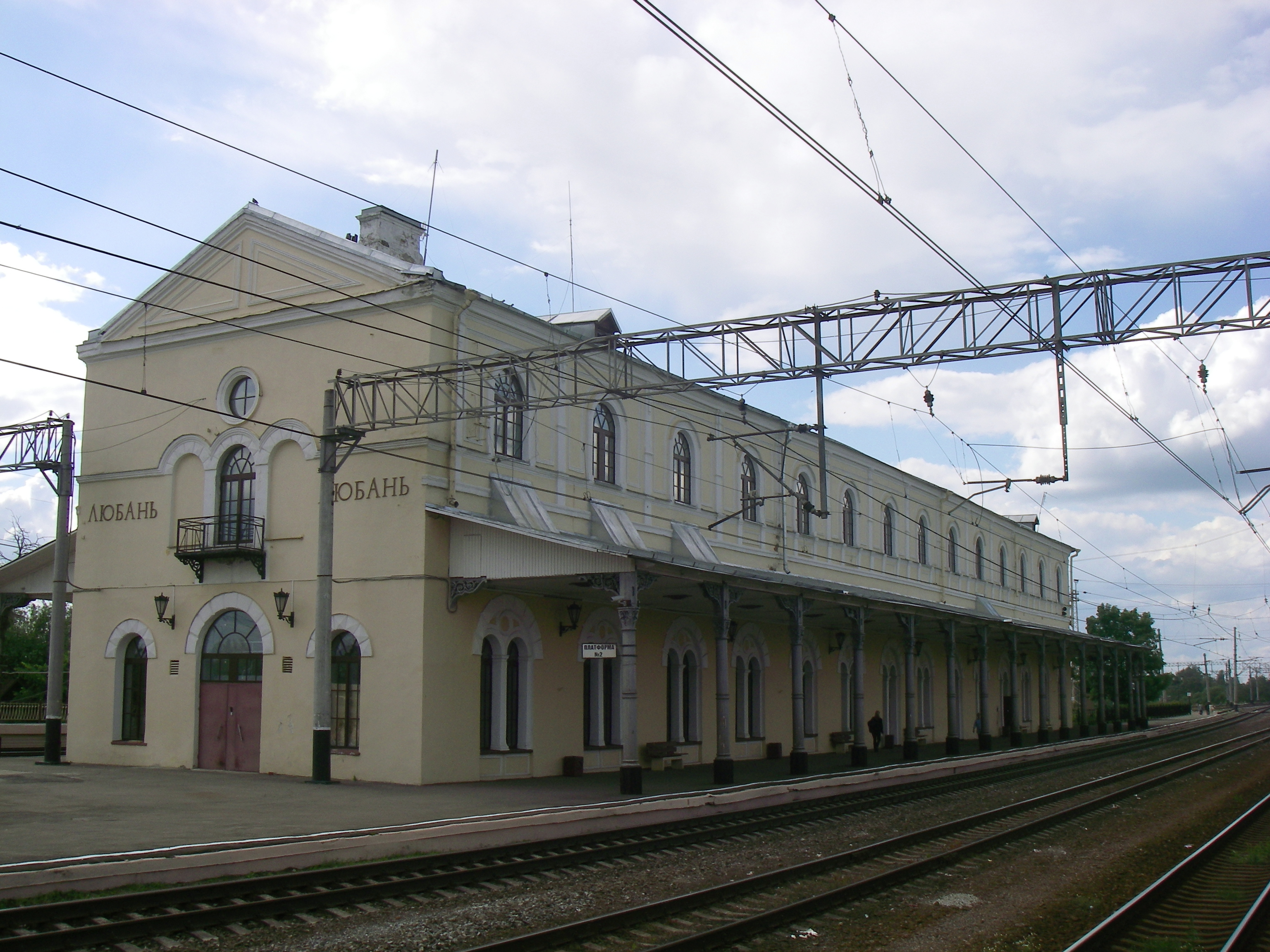
Järnvägsstationen i Ljuban.

Ljuban (ryska Любáнь) är en stad i Leningrad oblast i Ryssland och ligger 85 km sydost om Sankt Petersburg. Folkmängden uppgick till 4 615 invånare i början av 2015, med totalt 9 957 invånare inklusive landsbygd under stadens administration.